# Pływanie na Letnich Igrzyskach Olimpijskich 1912 – 1500 m stylem dowolnym mężczyzn
Wyścig na 1500 metrów stylem dowolnym mężczyzn był jedną z konkurencji pływackich rozgrywanych podczas V Igrzysk Olimpijskich w Sztokholmie. Wystartowało 19 zawodników z jedenastu ekip narodowych.
Obrońca tytułu mistrzowskiego Henry Taylor, będący również rekordzistą świata z czasem 22:48,4, na rok przed mistrzostwami, w 1911 roku, został amatorskim mistrzem kraju na tym dystansie. Nie udało mu się obronić tego tytułu w 1912 roku – pierwsze miejsce zajął John Hatfield. Zdobył on później mistrzostwo w latach 1913-1914. Głównym rywalem Brytyjczyka był Kanadyjczyk George Hodgson, który już w wyścigu eliminacyjnym ustanowił nowy rekord świata czasem 22:23,0.
W wyścigu finałowym Hodgson nie dał rywalom żadnych szans. Prowadził od początku. Po 500 metrach wyprzedzał Brytyjczyka o 25 metrów. 1000 metrów przepłynął z czasem 14:37,0, co było nowym rekordem świata na tym dystansie. Po dopłynięciu do mety w czasie równych 22 minut, Kanadyjczyk płynął dalej chcąc ustanowić nowy rekord świata na dystansie jednej mili (1609 metrów), czego dokonał w czasie 23:34,5. Rekord świata na 1500 metrów przetrwał 11 lat, aż do 8 czerwca 1923 roku. Oprócz złotego medalu Kanadyjczyk otrzymał puchar, ufundowany przez włoskiego hrabiego i członka MKOL, Eugenio Brunetta d’Usseaux. 

## Rekordy
| Rekord świata     | Henry Taylor (GBR) | 22,48,4 | Londyn (GBR) | 25 lipca 1908 |
| Rekord olimpijski | Henry Taylor (GBR) | 22,48,4 | Londyn (GBR) | 25 lipca 1908 |

## Wyniki

### Eliminacje
Początkowo rozlosowanych zostało 8 wyścigów eliminacyjnych, jednak z powodu ogromnej liczby wycofań, eliminacje zostały rozlosowane ponownie.
Zawodnicy pierwotnie zgłoszeni, jednak wycofani przed ponownym losowaniem eliminacji
| Zawodnik             | Państwo           | Wyścig |
| -------------------- | ----------------- | ------ |
| Émile-Georges Drigny | Francja           | 1      |
| Jean Thorailler      | Francja           | 1      |
| Mario Portolongo     | Włochy            | 1      |
| Jack Mantell         | Stany Zjednoczone | 1      |
| André Chenriet       | Francja           | 2      |
| Georges Hermant      | Francja           | 2      |
| Davide Baiardo       | Włochy            | 2      |
| Nikołaj Woronkow     | Rosja             | 2      |
| Georges Rigal        | Francja           | 3      |
| Attilio Bellezza     | Włochy            | 3      |
| Jim Reilly           | Stany Zjednoczone | 3      |
| Alois Broft          | Czechy            | 4      |
| Marcel Pernot        | Francja           | 4      |
| Leo Goodwin          | Stany Zjednoczone | 4      |
| Wolfgang Siller      | Austria           | 5      |
| Henri Dubois         | Francja           | 5      |
| René Voisard         | Francja           | 5      |
| Alajos Kenyery       | Węgry             | 5      |
| Virgilio Bellazza    | Włochy            | 5      |
| Joseph Pletincx      | Belgia            | 6      |
| Louis Bonzom         | Francja           | 6      |
| Otto Kühne           | Niemcy            | 6      |
| Alfred Vieilledent   | Francja           | 7      |
| Imre Zachár          | Węgry             | 7      |
| Aldo Cigheri         | Włochy            | 7      |
| Émile Bangerter      | Francja           | 8      |
| Otto Fahr            | Niemcy            | 8      |
| George Godfrey       | ZPA               | 8      |

Eliminacje rozegrano w dniach 6-7 lipca 1912. Ostatecznie do zawodów przystąpiło 19 zawodników, których podzielono na 5 wyścigów. Awans uzyskiwało dwóch najlepszych z każdego wyścigu (Q) oraz najszybszy z zawodników na trzecim miejscu (q).
Wyścig 1 — 6 lipca, 19:45
| Miejsce | Zawodnik          | Kraj              | Wynik   | Uwagi |
| ------- | ----------------- | ----------------- | ------- | ----- |
| 1.      | Vilhelm Andersson | Szwecja           | 23:12,2 | Q     |
| 2.      | Malcolm Champion  | Australazja       | 23:34,0 | Q     |
| 3.      | Henry Taylor      | Stany Zjednoczone | 24:06,4 | q     |
| –       | Herbert Wetter    | Norwegia          |         | DNF   |

Wyścig 2 — 6 lipca, 20:30
| Miejsce | Zawodnik        | Kraj            | Wynik   | Uwagi |
| ------- | --------------- | --------------- | ------- | ----- |
| 1.      | Béla Las-Torres | Węgry           | 22:58,0 | Q     |
| 2.      | John Hatfield   | Wielka Brytania | 23:16,6 | Q     |
| –       | Auguste Caby    | Francja         |         | DNF   |

Wyścig 3 — 6 lipca, 21:15
| Miejsce | Zawodnik          | Kraj        | Wynik   | Uwagi |
| ------- | ----------------- | ----------- | ------- | ----- |
| 1.      | George Hodgson    | Kanada      | 22:23,0 | Q,    |
| 2.      | William Longworth | Australazja | 23:03,6 | Q     |
| 3.      | Harry Hedegaard   | Dania       | 28:32,4 |       |

Wyścig 4 — 7 lipca, 14:15
| Miejsce | Zawodnik         | Kraj            | Wynik   | Uwagi |
| ------- | ---------------- | --------------- | ------- | ----- |
| 1.      | Thomas Battersby | Wielka Brytania | 23:58,0 | Q     |
| 2.      | Franz Schuh      | Austria         | 25:19,8 | Q     |
| 3.      | Eskil Wedholm    | Szwecja         | 27:38,0 |       |
| –       | Mario Massa      | Włochy          |         | DNF   |

Wyścig 5 — 7 lipca, 20:20
| Miejsce | Zawodnik           | Kraj            | Wynik   | Uwagi |
| ------- | ------------------ | --------------- | ------- | ----- |
| 1.      | Harold Hardwick    | Australazja     | 23:23,2 | Q     |
| 2.      | William Foster     | Wielka Brytania | 23:52,2 | Q     |
| 3.      | John Johnsen       | Norwegia        | 25:45,6 |       |
| 4.      | Gustav Collin      | Szwecja         | 27:05,2 |       |
| –       | Pawieł Awksientjew | Rosja           |         | DNF   |

### Półfinały
Półfinały rozegrano 9 lipca 1912 o godzinie 12:35. Awans uzyskiwało dwóch najlepszych z każdego wyścigu (Q) oraz najszybszy z zawodników na trzecim miejscu (q).
Półfinał 1
| Miejsce | Zawodnik          | Kraj            | Wynik   | Uwagi |
| ------- | ----------------- | --------------- | ------- | ----- |
| 1.      | George Hodgson    | Kanada          | 22:26,0 | Q     |
| 2.      | John Hatfield     | Wielka Brytania | 22:33,4 | Q     |
| 3.      | Harold Hardwick   | Australazja     | 23:14,0 | q     |
| 4.      | Vilhelm Andersson | Szwecja         | 23:14,4 |       |
| –       | Henry Taylor      | Wielka Brytania |         | DNF   |
| –       | Franz Schuh       | Austria         |         | DNS   |

Półfinał 2
| Miejsce | Zawodnik          | Kraj            | Wynik   | Uwagi |
| ------- | ----------------- | --------------- | ------- | ----- |
| 1.      | Béla Las-Torres   | Węgry           | 23:09,8 | Q     |
| 2.      | Malcolm Champion  | Australazja     | 23:24,2 | Q     |
| 3.      | William Foster    | Wielka Brytania | 23:32,2 | q     |
| 4.      | Thomas Battersby  | Wielka Brytania |         |       |
| –       | William Longworth | Australazja     |         | DNS   |

### Finał
Finał rozegrano 10 lipca 1912 o godzinie 19:40. George Hodgson od startu narzucił wysokie tempo i już po 100 metrach rywalizacji miał 10 metrów przewagi nad Hatfieldem. Przewaga Kanadyjczyka systematycznie rosła i po ⅓ dystansu wynosiła 25 metrów. Hodgson dystans 1000 metrów osiągnął w czasie 14:37,0, co było nowym rekordem świata. Po osiągnięciu mety, podobnie jak 4 lata wcześniej Henry Taylor, zwycięzca wyścigu kontynuował pływanie w celu pobicia rekordu na dystansie 1 mili, co mu się udało z czasem 23:34,5. Rekord Kanadyjczyka na dystansie 1500 metrów przetrwał do 8 lipca 1923, kiedy to został poprawiony przez Szweda Arne Borga.
| Miejsce | Zawodnik         | Kraj            | Wynik   | Uwagi |
| ------- | ---------------- | --------------- | ------- | ----- |
| złoto   | George Hodgson   | Kanada          | 22:00,0 | WR    |
| srebro  | John Hatfield    | Wielka Brytania | 22:39,0 |       |
| brąz    | Harold Hardwick  | Australazja     | 23:15,4 |       |
| –       | Béla Las-Torres  | Węgry           |         | DNF   |
| –       | Malcolm Champion | Australazja     |         | DNF   |